# 1-я гвардейская кавалерийская дивизия (Российская империя)
1-я гвардейская кавалерийская дивизия — кавалерийское соединение Русской императорской гвардии, существовало с 1810 по 1918 год.
Штаб-квартира: Санкт-Петербург. Дивизия входила в состав Гвардейского корпуса.

## Наименование
В различные периоды времени соединение имело полные действительные наименования:
- 13.10.1810 — 02.04.1833 — 1-я кирасирская дивизия;
- 02.04.1833 — 16.08.1857 — Гвардейская кирасирская дивизия;
- 16.08.1857 — хх.хх.1918 — 1-я гвардейская кавалерийская дивизия.

## История
Соединение сформировано 13 октября 1810 года как 1-я кирасирская дивизия. Начальник дивизии — генерал-майор Н. И. Депрерадович.
В кампанию 1812 года 1-я кирасирская дивизия действовала в составе 5‑го пехотного корпуса (резервного) 1‑й Западной армии. Запасной эскадрон Астраханского кирасирского полка поступил в 1‑й резервный корпус ген. Е. И. Меллера-Закомельского, из запасных эскадронов остальных полков сформирован Сводный гвардейский кирасирский полк, включённый в 1‑й пехотный корпус генерала Витгенштейна.
Дивизия сражалась при Бородино, под Вязьмой и Красным. В кампании 1813 и 1814 дивизия находилась в составе кирасирского корпуса генерала Д. В. Голицына (с августа 1813 в составе Богемской армии) и участвовала в сражениях при Лютцене, Баутцене, Дрездене, Кульме, Лейпциге, Арси-сюр-Об, Фер-Шампенуазе и Париже.
Под Бородино входившая в состав дивизии гвардейская кирасирская бригада генерал-майора И. Е. Шевича (Конный и Кавалергардский полки) вступила в сражение в критический момент, во время третьей атаки французов на батарею Раевского. Несмотря на то, что командир кавалергардов полковник К. К. Левенвольде погиб в самом начале боя, полк успешно атаковал кавалерию Груши и Лоржа, и смял её.
При Кульме 1-я кирасирская дивизия отличилась в действиях против конницы Корбино́, а при Фер-Шампенуазе прославилась блистательными атаками.
Кирасирское соединение участвовало в походе в Венгрию, в период с мая по октябрь 1849 года.
На конец XIX столетия в Русских гвардии и армии были сняты с боевого вооружения палаши и заменены шашками, но оставлены, для употребления в мирное время, только в 1-й гвардейской кавалерийской дивизии.
В начале Первой мировой войны в 1914 году 1-я гвардейская кавалерийская дивизия вошла в состав Сводного кавалерийского корпуса под командованием Гусейн Хана Нахичеванского. Корпус действовал в составе 1-й армии. Дивизия — активная участница Восточно-Прусской операции 1914 года. В июле — начале августа 1915 года соединение участвовало в Митаво-Шавельской операции. В августе - сентябре 1915 г. дивизия - участница Виленской операции.

## Состав

### В 1812 — 1814 года
В 1812 — 1814 года в её состав входили:
- гвардейская кирасирская бригада (генерал-майор И. Е. Шевич, с 14 апреля 1813 — генерал-майор М. А. Арсеньев)
  - Кавалергардский и лейб-гвардии Конный полки;
- 1‑я кирасирская бригада (генерал-майор Н. М. Бороздин, с 26 июня 1813 генерал-майор принц Леопольд Саксен-Кобургский)
  - лейб-кирасирский Его Величества (с 13 апреля 1813 лейб-гвардии Кирасирский), лейб-кирасирский Её Величества и Астраханский кирасирский полки;
- гвардейская конная артиллерия (полковник П. А. Козен).

11 мая 1813 года Астраханский кирасирский полк переведён во 2-ю кирасирскую дивизию.

### На 1913 год
- 1-я бригада (Санкт-Петербург)
  - Кавалергардский Её Величества Государыни Императрицы Марии Феодоровны полк
  - л.-гв. Конный полк
- 2-я бригада (Санкт-Петербург)
  - л.-гв. Кирасирский Его Величества полк
  - л.-гв. Кирасирский Её Величества Государыни Императрицы Марии Феодоровны полк
- 3-я бригада (Санкт-Петербург)
  - л.-гв. Казачий Его Величества полк
  - л.-гв. Атаманский Е. И. В. Наследника Цесаревича полк
  - л.-гв. Сводно-Казачий полк
- 1-й дивизион л-гв. Конной Артиллерии (Санкт-Петербург)

## Командование дивизии
(Командующий в дореволюционной терминологии означал временно исполняющего обязанности начальника или командира. Должности начальника дивизии соответствовал чин генерал-лейтенанта, и при назначении на эту должность генерал-майоров они оставались командующими до момента своего производства в генерал-лейтенанты).

### Начальники дивизии
- 13.10.1810 — 01.12.1821 — генерал-майор (с 30.08.1813 генерал-лейтенант, с 22.07.1819 генерал-адъютант) Депрерадович, Николай Иванович[3]
- 01.12.1821 — 01.07.1826 — генерал-адъютант, генерал-лейтенант Бенкендорф, Александр Христофорович
- 01.07.1826 — 05.01.1831 — генерал-адъютант, генерал-лейтенант Левашов, Василий Васильевич
- 05.01.1831 — 26.03.1833 — командующий генерал-майор князь Голицын, Николай Яковлевич
- 25.06.1833 — 09.05.1844 — генерал-адъютант, генерал-майор (с 06.12.1833 генерал-лейтенант, с 10.10.1843 генерал от кавалерии) граф Апраксин, Степан Фёдорович
- 09.05.1844 — 28.11.1847 — генерал-майор Свиты Е. И. В. (с 06.12.1844 генерал-лейтенант) фон Гринвальд, Родион Егорович
  - хх.09.1846 — 29.12.1847 — командующий генерал-майор Свиты барон Фитингоф, Иван Андреевич
- 29.12.1847 — 26.08.1856 — генерал-лейтенант Эссен, Антон Антонович[10]
- 26.08.1856 — 23.04.1861 — генерал-адъютант, генерал-лейтенант Ланской, Пётр Петрович
- 23.04.1861 — 30.08.1862 — генерал-адъютант, генерал-лейтенант граф Бреверн де Лагарди, Александр Иванович
- 30.08.1864 — 27.07.1875 —  генерал-адъютант, генерал-лейтенант, светлейший князь Голицын, Владимир Дмитриевич
- 27.07.1875 — 21.03.1881 — генерал-адъютант, генерал-майор (с 30.08.1876 генерал-лейтенант) граф Мусин-Пушкин, Александр Иванович
- 21.03.1881 — 05.10.1887 — генерал-адъютант, генерал-лейтенант князь Шаховской, Иван Фёдорович
- 03.11.1887 — 15.12.1891[11] — генерал-лейтенант Эттер, Николай Павлович
- 07.01.1892 — 24.02.1893 — генерал-лейтенант Струков, Александр Петрович
- 24.02.1893 — 11.08.1896 — генерал-лейтенант Шипов, Николай Николаевич
- 11.08.1896 — 25.12.1898 — генерал-майор (с 06.05.1897 генерал-адъютант) великий князь Павел Александрович
- 13.01.1899 — 29.11.1903 — генерал-майор (с 06.12.1899 генерал-лейтенант) Зыков, Иван Сергеевич
- 07.01.1904 — 01.03.1905 — генерал-лейтенант князь Одоевский-Маслов, Николай Николаевич
- 31.03.1905 — 10.02.1907 — генерал-лейтенант Дубенский, Александр Николаевич
- 10.02.1907 — 23.12.1910 — генерал-майор (с 30.07.1907 генерал-лейтенант) Крузенштерн, Николай Фёдорович
- 23.12.1910 — 30.03.1916 — генерал-лейтенант Казнаков, Николай Николаевич
- 02.04.1916 — 22.01.1917 — генерал-лейтенант Скоропадский, Павел Петрович
- 10.03.1917 — 15.04.1917 — командующий генерал-майор Свиты Арсеньев, Евгений Константинович
- 15.05.1917 — 06.08.1917 — командующий генерал-майор князь Эристов, Александр Николаевич
- 19.08.1917 — хх.12.1917 — командующий генерал-майор Богаевский, Африкан Петрович

### Начальники штаба дивизии
Должность начальника штаба дивизии введена 1 января 1857 года.
- 01.01.1857 — 25.11.1861 — полковник Окерблом, Христиан Густавович
- 23.12.1861 — 08.02.1865 — полковник Новиков, Иван Петрович
- 08.02.1865 — 10.01.1870 — подполковник (с 25.02.1865 полковник) Косич, Андрей Иванович
- 01.02.1870 — 30.09.1880 — подполковник (с 17.04.1870 полковник) Аргамаков, Константин Фёдорович
- 14.10.1880 — 06.07.1888 — полковник Ставровский, Константин Николаевич
- 16.08.1888 — 05.12.1890 — полковник Суровцев, Владимир Дмитриевич
- 09.12.1890 — 03.06.1895 — полковник Михневич, Николай Петрович
- 08.06.1895 — 24.10.1900 — полковник Крузенштерн, Николай Фёдорович
- 21.11.1900 — 11.09.1902 — полковник Дружинин, Константин Иванович
- 21.10.1902 — 30.04.1907 — подполковник (с 06.12.1902 полковник) Леонтьев, Владимир Георгиевич
- 04.05.1907 — 30.07.1913 — полковник Баженов, Борис Петрович
- 14.08.1913 — 24.12.1913 — полковник Княжевич, Дмитрий Максимович
- 19.01.1914 — 23.02.1915 — полковник Леонтьев, Владимир Александрович
- 23.02.1915 — 16.11.1915 — полковник Матковский, Алексей Филиппович
- 05.01.1916 — 27.10.1916 — и. д. полковник Гребенщиков, Сергей Яковлевич
- 26.11.1916 — хх.хх.1917 — и. д. подполковник (с 06.12.1916 полковник) Баумгартен, Александр Фёдорович

### Командиры 1-й бригады
В период с 22 января 1857 по 30 августа 1873 должности бригадных командиров были упразднены.
- 10.05.1812 — 14.04.1813 — генерал-майор Шевич Иван Егорович
- 04.10.1813 — 16.01.1819 — генерал-майор Арсеньев, Михаил Андреевич
- 16.01.1819 — 17.07.1821 — генерал-майор Каблуков, Владимир Иванович
- 27.08.1821 — хх.хх.1830 — генерал-адъютант, генерал-майор (с 25.06.1829 генерал-лейтенант; с 25.12.1825 граф) Орлов, Алексей Фёдорович
- хх.хх.1830 — хх.хх.1830 — генерал-майор граф Апраксин, Степан Фёдорович
- хх.хх.1830 — 05.01.1831 — генерал-майор князь Голицын, Николай Яковлевич
- 05.01.1831 — 25.09.1833 — генерал-майор принц Вюртембергский, Александр Александрович
- 01.10.1833 — после 30.08.1834 — генерал-майор принц Вюртембергский, Эрнст Александрович
- хх.хх.1834 — 17.11.1837 — генерал-майор Свиты барон Мейендорф, Егор Фёдорович (до 04.10.1837 — командующий)
- хх.хх.1838 — 12.12.1842  — генерал-майор Свиты Гринвальд, Родион Егорович (до 26.03.1839 — командующий)
- 26.03.1844 — 09.05.1844 — генерал-майор Свиты Эссен, Антон Антонович
- 13.05.1844 — 29.12.1847 — генерал-майор Свиты барон Фитингоф, Иван Андреевич (до 15.04.1845 — командующий) 
  - хх.09.1846 — хх.12.1846 — генерал-майор Ланской, Пётр Петрович (временно командующий)
- хх.01.1847 — 02.11.1851 — генерал-майор принц Александр Гессенский (до 11.04.1848 — командующий)
- 06.12.1851 — 12.12.1854 — генерал-майор (с 26.11.1852 генерал-лейтенант) Безобразов, Сергей Дмитриевич
- 12.12.1854 — 27.12.1855 — генерал-майор Свиты (с 17.04.1855 генерал-адъютант) граф Ламберт, Карл Карлович
- 27.12.1855 — 22.01.1857 — генерал-майор Свиты (с 26.08.1856 генерал-адъютант) граф Бреверн де Лагарди, Александр Иванович
- 02.10.1873 — 18.12.1873 — генерал-майор Свиты граф Мусин-Пушкин, Александр Иванович
- 18.12.1873 — 31.01.1876 — генерал-майор Свиты граф Протасов-Бахметев, Николай Алексеевич
- 31.01.1876 — 25.05.1881 — генерал-майор Свиты граф Орлов-Давыдов, Анатолий Владимирович
- 19.06.1881 — 16.03.1891 — генерал-майор Свиты барон Фредерикс, Владимир Борисович
- 14.10.1891 — 22.01.1892 — генерал-майор Тимирязев, Николай Аркадьевич
- 11.08.1896 — 12.06.1897 — генерал-майор Свиты Гринвальд, Артур Александрович
- 02.08.1897 — 02.04.1899 — генерал-майор Скалон, Георгий Антонович
- 07.04.1899 — 17.02.1902 — генерал-майор Транзеге, Отто Егорович[12]
- 11.04.1902 — 28.12.1903 — генерал-майор Свиты Николаев, Александр Николаевич
- 28.12.1903 — 18.02.1904 — генерал-майор Ширма, Константин Антонович[13]
- 06.04.1904 — 06.11.1906 — генерал-майор (с 26.09.1906 в Свите) Безобразов, Владимир Михайлович
- 06.11.1906 — 12.11.1907 — генерал-майор герцог Мекленбург-Стрелицкий, Георгий Георгиевич
- 30.11.1907 — 24.01.1914 — генерал-майор Свиты Петрово-Соловово, Борис Михайлович
  - 22.04.1910 — 30.04.1910 — командующий генерал-майор Свиты граф Менгден, Георгий Георгиевич
  - 29.10.1911 — 29.12.1911 — командующий генерал-майор Свиты граф Менгден, Георгий Георгиевич (повторно)
- 04.02.1914 — 23.07.1914 — генерал-майор Свиты князь Долгоруков, Василий Александрович
- 03.10.1914 — 29.07.1915 — генерал-майор Свиты Скоропадский Павел Петрович
- 29.07.1915 — 09.08.1915 — генерал-майор Свиты Верман, Фёдор Фёдорович
- 09.08.1915 — 28.04.1916 — генерал-майор Свиты Арапов, Пётр Иванович
- 07.05.1916 — 14.05.1917 — генерал-майор Свиты князь Эристов, Александр Николаевич
- 14.05.1917 — хх.хх.хххх — генерал-майор князь Кантакузин-Сперанский, Михаил Михайлович

### Командиры 2-й бригады
- 13.10.1810 — 10.06.1813 — генерал-майор Бороздин, Николай Михайлович
- 26.06.1813 — 01.06.1815 — генерал-майор (с 28.10.1814 генерал-лейтенант) принц Саксен-Кобургский, Леопольд
- 25.12.1815 — 12.12.1816 — генерал-майор барон Розен, Александр Владимирович
- 12.12.1816 — 17.07.1821 — генерал-майор барон Будберг, Карл Васильевич[14]
- 17.07.1821 — 03.02.1828 — генерал-майор (с 22.08.1826 генерал-лейтенант) Каблуков, Владимир Иванович
- хх.хх.1828 — хх.хх.1830 — генерал-майор князь Голицын, Николай Яковлевич
- хх.хх.1830 — 05.01.1831 — генерал-майор принц Вюртембергский, Александр Александрович
- 05.01.1831 — 01.10.1833 — генерал-майор принц Вюртембергский, Эрнст Александрович
- 01.10.1833 — 12.02.1834 — генерал-майор Кошкуль, Пётр Иванович
- 19.02.1834 — 15.02.1838 — генерал-майор Захаржевский, Григорий Андреевич
- 02.03.1838 — 11.04.1843 — генерал-майор Клюпфель, Владислав Филиппович
- 11.04.1843 — 09.05.1844 — генерал-лейтенант Плаутин, Николай Фёдорович
- хх.хх.1844 — 20.01.1850 — генерал-майор (с 03.04.1849 генерал-лейтенант) Арапов, Александр Николаевич
- 27.01.1850 — 29.02.1856 — генерал-майор (с 06.12.1853 генерал-лейтенант) Туманский, Михаил Иванович
- 29.02.1856 — 28.10.1856 — генерал-майор Свиты фон Герздорф, Арист Фёдорович
- 28.10.1856 — 22.01.1857 — генерал-майор Хрущёв, Николай Петрович
- 02.10.1873 — 27.07.1875 — генерал-майор Свиты барон Дризен, Александр Фёдорович
- 27.07.1875 — 31.01.1876 — генерал-майор Свиты граф Орлов-Давыдов, Анатолий Владимирович
- 31.01.1876 — 28.01.1883 — генерал-майор Свиты граф Менгден, Георгий Фёдорович
- 14.07.1883 — 19.07.1886 — генерал-майор Лермонтов, Александр Михайлович
- 10.08.1886 — 23.11.1887 — генерал-майор Ребиндер, Александр Максимович
- 20.11.1890 — 16.05.1892 — генерал-майор Блок, Константин Александрович
- 21.05.1892 — 15.12.1894 — генерал-майор фон Таль, Александр Яковлевич
- 27.01.1895 — 24.11.1898 — генерал-майор Волькенау, Иван Васильевич
- 02.03.1899 — 17.05.1900 — генерал-майор Дубенский, Александр Николаевич
- 17.05.1900 — 11.04.1902 — генерал-майор Свиты Николаев, Александр Николаевич
- 21.04.1902 — 07.02.1905 — генерал-майор Дембский, Константин Варфоломеевич
- 14.03.1905 — 23.02.1907 — генерал-майор Свиты Дерфельден, Христофор Платонович
- 24.02.1907 — 19.03.1912 — генерал-майор Свиты барон фон Будберг, Николай Александрович
- 08.06.1912 — 21.06.1914 — генерал-майор Свиты фон Вольф, Константин Маврикиевич
- 14.07.1914 — 13.01.1915 — генерал-майор князь Енгалычев, Николай Александрович
- 13.01.1915 — 09.08.1915 — генерал-майор Арапов, Пётр Иванович
- 09.08.1915 — 30.08.1915 — генерал-майор Свиты Княжевич, Дмитрий Максимович
- 30.08.1915 — 11.09.1915 — генерал-майор Свиты граф Нирод, Фёдор Максимилианович
- 01.11.1915 — 25.09.1916 — генерал-майор Дабич, Михаил Фёдорович
- 08.10.1916 — хх.хх.1917 — генерал-майор Свиты Джунковский, Степан Степанович
- хх.хх.1917 — хх.04.1917 — генерал-майор Свиты князь Кантакузин граф Сперанский, Михаил Михайлович
- осень 1917 — генерал-майор Аленич, Михаил Евграфович

### Командиры 3-й (казачьей) бригады
- 26.02.1886 — 07.03.1891 — генерал-майор Жеребков, Алексей Герасимович
- 17.04.1891 — 10.03.1893 — генерал-майор Хрещатицкий, Ростислав Александрович
- 05.04.1893 — 09.12.1893 — генерал-майор Греков, Митрофан Ильич
- 22.01.1894 — 20.02.1899 — генерал-майор Турчанинов, Василий Николаевич[15]
- 04.03.1899 — 18.02.1904 — генерал-майор Новосильцов, Антон Васильевич
- 18.02.1904 — 24.05.1905 — генерал-майор Ширма, Константин Антонович[13]
- 19.06.1905 — 10.02.1907 — генерал-майор барон фон Неттельгорст, Пётр Робертович
- 10.02.1907 — 14.09.1911 — генерал-майор Свиты Родионов, Алексей Викторович
- 22.09.1911 — 31.12.1913 — генерал-майор Жигалин, Леонид Иванович
- 31.12.1913 — 14.01.1915 — генерал-майор Пономарёв, Георгий Логгинович
- 14.01.1915 — 24.01.1915 — генерал-майор Свиты граф Граббе, Михаил Николаевич
- 24.01.1915 — 22.12.1915 — генерал-майор Свиты Орлов, Иван Давыдович
- 26.12.1915 — 27.06.1916 — генерал-майор Свиты Орлов, Пётр Петрович

### Командиры 1-го дивизиона л-гв. Конной Артиллерии
- 06.05.1895 — 26.05.1897 — полковник Мартынов Николай Николаевич
- 25.06.1897 — 13.10.1898 — полковник Хитрово, Александр Михайлович
- 13.10.1898 — 09.02.1899 — полковник граф Баранцов, Михаил Александрович
- 01.03.1899 — 29.12.1899 — полковник Михеев, Александр Степанович
- 30.12.1899 — 03.10.1902 — полковник Глазенап, Георгий Александрович
- 29.11.1902 — 04.06.1904 — полковник князь Масальский, Владимир Николаевич
- 20.06.1904 — 13.06.1907 — полковник Гаспарини, Юстиниан Леопольдович
- 03.07.1907 — 21.11.1907 — полковник Орановский, Николай Алоизович
- 22.11.1907 — 13.05.1910 — полковник Ивашинцов, Андрей Васильевич
- 21.05.1910 — 23.01.1914 — полковник Пилкин, Константин Константинович
- 28.01.1914 — 05.04.1914 — полковник Завадовский, Николай Иосифович
- 03.07.1915 — 17.12.1916 — полковник барон Велио, Владимир Иванович
- 23.12.1916 — хх.хх.хххх — полковник Перебиносов, Александр Николаевич